# Gervásio Annes Degrazia
Gervásio Annes Degrazia (Pelotas, 1954) é um físico brasileiro. Trabalha principalmente com fenômenos naturais de escalas múltiplas na área de micrometeorologia e turbulência atmosférica que podem também ser aplicados na previsão meteorológica de tempo.
Comendador da Ordem Nacional do Mérito Científico, é atualmente professor da Universidade Federal de Santa Maria.

## Biografia
Nascido em Pelotas, em 1954, seu pai era promotor de justiça e foi transferido para a cidade antes de seu nascimento. Aos dois anos de idade, a família se mudou para Porto Alegre em uma nova transferência. O bairro Petrópolis era pouco ocupado na época, assim Gervásio teve uma infância praticamente ao ar livre.
Ingressou no curso de física da Universidade Federal do Rio Grande do Sul, curso difícil, mas muito frequentado por professores de vários países. Tendo sido cativado pelo curso e pelas disciplinas da área de Exatas, Gervásio se formou em 1979, ingressando em seguida no mestrado pela mesma instituição. Ao terminar a pós-graduação, ingressou como professor na Universidade Federal de Santa Maria-RS em 1982. Atualmente é professor titular da UFSM.
Na Alemanha, cursou o doutorado, tendo sido o primeiro gaúcho a fazer um doutorado em um instituto de meteorologia no exterior (1988). Realizou, na cidade de Turim (Itália), no período de 1997-1998, um ano de pós-doutorado no Instituto de Cosmo-Geofísica do Conselho Nacional de Pesquisa Italiano (CNR). Tendo publicado mais de uma centena de artigos, seu trabalho foca, principalmente, nos fenômenos naturais de escalas múltiplas na área de micrometeorologia e turbulência atmosférica que podem também ser aplicados na previsão meteorológica de tempo.